# Parlamentswahl in San Marino 2008
- SU: 5
- PSD: 18
- DdC: 2
- LDL: 4
- AP: 7
- PDCS: 22
- USDM: 2

Die Parlamentswahl in San Marino 2008 fanden am 9. November 2008 statt.

## Ausgangslage
Im Juni 2008 verließ AP aufgrund von Unstimmigkeiten innerhalb der Koalitionspartner, der Partei der Sozialisten und Demokraten (PSD), der Volksbündnis (AP) und der Vereinigten Linken (SU), die Koalition und das Kabinett fiel zusammen. Die PSD versuchte, eine enge Mehrheitskoalition mit SU und San Marino für die Freiheit (SpL) zu bilden, aber zwei abweichende Mitglieder der PSD verließen ihre Partei und gründeten Arengo und Liberta (AL) und überließen die vorgeschlagene Koalition ohne Mehrheit im Parlament.

## Ergebnis
- ReL: 25
- PSM: 35

| Patto per San Marino                                                                   | Stimmen | %     | Sitze | Riforme e Libertà                                                   | Stimmen | %     | Sitze |
| -------------------------------------------------------------------------------------- | ------- | ----- | ----- | ------------------------------------------------------------------- | ------- | ----- | ----- |
| Partito Democratico Cristiano Sammarinese–Europopolari per San Marino–Arengo e Libertà | 6.693   | 31,90 | 22    | Partito dei Socialisti e dei Democratici–Sammarinesi per la Libertà | 6.703   | 31,96 | 18    |
| Alleanza Popolare dei Democratici Sammarinesi per la Repubblica                        | 2.417   | 11,52 | 7     | Sinistra Unita (RCS und PdL)                                        | 1.797   | 8,57  | 5     |
| Lista della Libertà (NPS und NS)                                                       | 1.317   | 6,28  | 4     | Democratici di Centro                                               | 1.037   | 4,94  | 2     |
| Unione Sammarinese dei Moderati (PS und ANS)                                           | 874     | 4,17  | 2     |                                                                     |         |       |       |
| Koalitionsstimmen                                                                      | 73      | 0,35  | 0     | Koalitionsstimmen                                                   | 65      | 0,31  | 0     |
| Insgesamt                                                                              | 11.373  | 54,22 | 35    | Insgesamt                                                           | 9.602   | 45,78 | 25    |

## Regierungsbildung
Zwar gewann das Mitte-Rechts-Bündnis die Mehrheit, aber ihre Mitglieder verloren zusammen fast 3,5 % und die PDCS war trotz der Listenvereinigung mit EPS und AeL zum ersten Mal seit 1951 (und stand 2018 zum letzten Mal) nicht mehr stärkste Partei.
Die beiden kurz vor der Wahl gegründeten Allianzen brachen 2011 zusammen und San Marino kehrte in das alte Regierungsbündnis zwischen Christdemokraten, Sozialisten und Liberalen zurück.